# Princeton
Princeton é uma cidade dos Estados Unidos situada no condado de Mercer, em Nova Jérsei, sendo internacionalmente conhecida pela prestigiada Universidade Princeton. A partir do Censo Demográfico dos Estados Unidos realizado em 2010, a população da cidade era de 28 572 habitantes, refletindo a população do antigo povoamento de 16 265 habitantes, juntamente com a 12 307 pessoas no antigo bairro.
A cidade foi o local de falecimento do físico Albert Einstein e do historiador da arte Erwin Panofsky.
Em julho de 2005 o programa de televisão CNN/Money and Money magazine, considerou-a um dos cem melhores locais para viver nos Estados Unidos.

## Lista de marcos
A relação a seguir lista as entradas do Registro Nacional de Lugares Históricos em Princeton. Os primeiros marcos foram designados em 15 de outubro de 1966 e o mais recente em 28 de agosto de 2007. Aqueles marcados com ‡ também são um Marco Histórico Nacional.
- Albert Einstein House‡
- Drumthwacket
- Grover Cleveland Home‡
- John Rogers House
- Joseph Henry House‡
- Jugtown Historic District
- Kingston Mill Historic District
- Lake Carnegie Historic District
- Maybury Hill‡
- Morven‡
- Mountain Avenue Historic District
- Nassau Hall, Universidade Princeton‡
- President's House‡
- Princeton Battlefield‡
- Princeton Historic District
- Princeton Ice Company
- Prospect‡
- Tusculum
- University Cottage Club
- Witherspoon Street School for Colored Children